# 1655
Епоха великих географічних відкриттів •  Ганза •  Річ Посполита •  Запорозька Січ •  Хмельниччина

## Геополітична ситуація
Османську імперію очолює Мехмед IV (до 1687). Під владою османського султана перебувають Близький Схід та Єгипет, Середземноморське узбережжя Північної Африки, частина Закавказзя, значні території в Європі: Греція, Болгарія і Сербія. Васалами османів є Волощина та Молдова.
Священна Римська імперія — наймогутніша держава Європи. Її територія охоплює, крім німецьких земель, Угорщину з Хорватією, Богемію, Північну Італію. Її імператором є Фердинанд III з родини Габсбургів (до 1657). Король Угорщини — Леопольд I Габсбург.
Габсбург Філіп IV Великий є королем Іспанії (до 1665). Йому належать Іспанські Нідерланди, південь Італії, Нова Іспанія, Нова Гранада та Нова Кастилія в Америці, Філіппіни. Королем Португалії проголошено Жуана IV, хоча Іспанія це проголошення не визнає. Португалія має володіння в Бразилії, в Африці, в Індії, на Цейлоні, в Індійському океані й Індонезії.
Північ Нідерландів займає Республіка Об'єднаних провінцій. Вона має колонії в Північній Америці, Індонезії, Формозі. Король Франції — Людовик XIV (до 1715). В Англії триває Англійська революція, встановлено Англійську республіку. Англія має колонії в Північній Америці та на Карибах. Король Данії та Норвегії — Фредерік III (до 1670), король Швеції — Карл X Густав (до 1660). На Апеннінському півострові незалежні Венеціанська республіка та Папська область. Королем Речі Посполитої є Ян II Казимир (до 1668).
Царем Московії є Олексій Михайлович (до 1676).
Україну — Козацьку державу — очолює Богдан Хмельницький. На півдні України існує Запорозька Січ. Існують Кримське ханство, Ногайська орда. Засновано Харків.
Швеція оголошує війну Польщі і захоплює останню за короткий час.
В Ірані правлять Сефевіди.
Значними державами Індостану є Імперія Великих Моголів, Біджапурський султанат, султанат Голконда, Віджаянагара. У Китаї править Династія Цін. у Японії триває період Едо.

## Події

### В Україні
- На початку року Іван Богун зумів відстояти Умань від штурму поляків.
- 19 січня відбулася Охматівська битва, не визначивши переможця.
- 19 вересня почалася облога козацькими військами Львова та битва під Городком.
- 12 листопада відбулася Битва під Озерною.
- 23 листопада Укладено угоду між Богданом Хмельницьким і кримським ханом, за якою Хмельницький відмовлявся від підтримки московитів.

### У світі
- Московсько-польська війна:

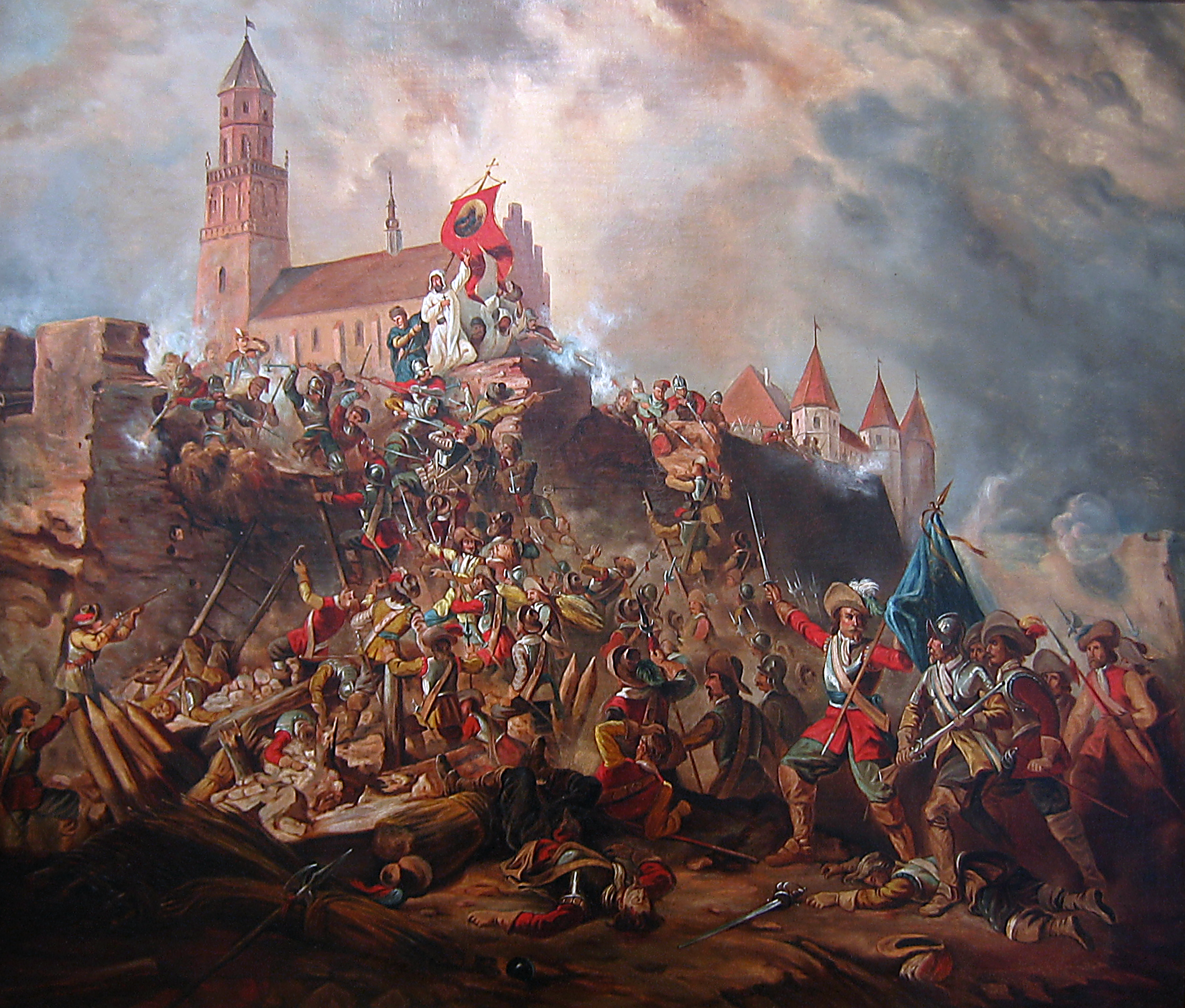
18 листопада — 15 грудня: облога шведами Ясної Ґури.

  - 31 липня московські війська взяли Вільно.
- Друга Північна війна:
  - Війська шведського короля Карла X Густава увійшли в Польщу. Почався Шведський потоп.
  - 8 вересня шведи захопили Варшаву.
  - 19 жовтня під шведською окупацією опинився Краків.
  - У грудні поляки змогли відстояти монастир Ясна Ґура.
  - Укладено Кейданську унію — шведсько-литовський союз з метою відновити Велике князівство Литовське під шведським протекторатом.
  - 29 грудня польська шляхта уклала Тишовецьку конфедерацію, згуртувавшись навколо короля Яна Казимира.
- Розпочався понтифікат Олександра VII.
- Королем Угорщини обрано Леопольда I Габсбурга.
- Герцог Савойї Карл Еммануель II влаштував розправу над вальденсами в П'ємонті.
- Лорд-протектор Англії Олівер Кромвель наклав заборону на англіканство.
- 22 січня англійський адмірал Вільям Пенн завоював острів Ямайка.
- Англія та Франція уклали угоду про спільні дії проти Іспанії.
- У Північній Америці Нові Нідерланди виграли війну в Нової Швеції й анексували її.

## Наука
- Християн Гюйгенс відкрив супутник Сатурна Титан.

## Народились
- 6 січня — Якоб Бернуллі, швейцарський математик
- 4 травня — Бартоломео Крістофорі, італійський музичний майстер, винахідник фортепіано (1709—1711)
- 13 серпня — Іоганн Христоф Деннер, німецький музичний майстер, винахідник кларнету.
- 1 листопада — Фердинанд Кеттлер, герцог Курляндії і Семигалії.
- 24 листопада — Карл XI Шведський (вм. 5 квітня 1697), король Швеції

## Померли
див. також Категорія:Померли 1655
- 28 липня — У віці 36 років помер французький сатирик і драматург Сірано де Бержерак